# Arvie
Arvie est une marque d'eau minérale appartenant au groupe agroalimentaire Danone. Rachetée par Eurokin France, en faillite en 2011, elle est maintenant exploitée par La Société Des Eaux du Cézallier SAS appartenant à Richelin SAS, qui la commercialise sous le nom ARDESY (principalement à l'export).
Sa source se situe à Ardes-sur-Couze dans le département du Puy-de-Dôme, en région Auvergne, au pied des monts du Cézallier au sein du parc naturel des Volcans d'Auvergne. Il y a trois sources dont une seule est exploitée. Elle est puisée à 110 m de profondeur.
Le groupe Danone, premier propriétaire de la marque, a annoncé en décembre 2008 l'arrêt de l'exploitation de la source au premier semestre 2009. La production a repris en 2012 par la Société Des Eaux du Cézallier sous le nom Ardesy.

## Composition analytique
- Naturellement gazeuse à l'émergence, l'eau minérale Arvie est déferrisée et regazéifiée avec son propre gaz avant embouteillage.
- Résidu sec à 180 °C : 2 520 mg/l
- pH : 6,3

| Éléments             | Proportion en mg/l |
| -------------------- | ------------------ |
| Calcium (Ca2+)       | 170                |
| Magnésium (Mg2+)     | 92                 |
| Sodium (Na+)         | 650                |
| Potassium (K+)       | 130                |
| Sulfates (SO42−)     | 31                 |
| Bicarbonates (HCO3−) | 2 195              |
| Nitrates (NO3−)      | 0                  |
| Chlorures            | 387                |
| Silice               | 77                 |
| Zinc                 | 0,01               |
| Fluor                | 0,9                |
| Manganèse            | 0,3                |

## Historique
- L'eau d'Arvie a été reconnue eau minérale naturelle en 1856 par l'Académie de médecine.
- Elle est déclarée utilité publique en 1881.
- La source reçoit sa première autorisation d'exploitation et n'est commercialisée qu'au niveau local.
- Au début des années 1990, pour satisfaire à la demande des consommateurs en eaux minérales gazeuses, Danone a recherché de nouvelles possibilités de développement : c'est ainsi qu'en 1994 la source d'Arvie renaît et Danone construit une nouvelle usine d'embouteillage.
- 1995, autorisation d'exploitation renouvelée par le ministère de la Santé.
- Fin 2008, le groupe Danone cesse sa commercialisation à cause de mauvais résultats de vente.
- 2010 : Rachat par le groupe Eurokin France.
- 2012 : Rachat par Qaf Ltd / Richelin SAS / Société des Eaux du Cézallier SAS

## Chiffres
- 1 ligne d'embouteillage.
- 20 salariés.
- 34 millions de litres sortent de l'usine en 2004, soit 27 millions de bouteilles car Arvie n'est commercialisée qu'en bouteille de 1,25 l.